# Bloodwork
Bloodwork ist eine Metal-Band, die aus Paderborn stammt. Die Band veröffentlichte bisher drei Studio-Alben.
Ihr Stil lässt sich als Melodic Death Metal beschreiben. Growling wechselt sich mit klarem Gesang ab.

## Geschichte

### The Final End Principle
Bloodwork wurde 2006 von Sänger David Hambach, Gitarrist Nikko Schaffranek und dem Bassisten Frank Hürland gegründet. Bald darauf wurde Bloodwork durch zwei weitere banderfahrene Musiker komplettiert: durch den Gitarristen Robert Koch und den Schlagzeuger Moritz Menke.
2007 produzierte die Band eigenständig eine erste Promo-CD, die als Demo 2007 betitelt war und fünf Tracks enthielt. Diese Demoaufnahme wurde vom Metal Hammer als „Demo des Monats“ ausgezeichnet. Außerdem erhielt sie positive Resonanzen u. a. bei metal.de, vampster.com oder auf stormbringer.at.
Obwohl die Band keinen Plattenvertrag hatte, wurde die Band 2008 für das Wacken Open Air sowie für das Summer Breeze Open Air gebucht.
2009 unterschrieb die Band beim Plattenlabel Dockyard 1 Records, das in Hamburg ansässig ist. Anschließend veröffentlichte die Band ihr Debüt-Album, das in Eigenproduktion aufgenommen wurde. Es wurde The Final End Principle genannt und enthielt neben den fünf bereits auf der Demo erschienenen Liedern acht weitere. Das Album kam in der Metal-Presse ebenfalls weitestgehend gut an. Der Band wurde mehrfach vorgeworfen „ihre Vorbilder Soilwork bis ins kleinste Detail zu kopieren“. Bloodwork sei aber wenigstens „so ehrlich, die Ähnlichkeiten im Sound schon im Bandnamen bekannt zu machen“, so Wolfgang Kuhn vom Metal Hammer.

### Ultima Ratio
Nach der Veröffentlichung tourte Bloodwork mit der Thrash-Metal-Band Hatesphere durch Europa. Weitere Touren mit Narziss, The Sorrow und Drone folgten. Außerdem spielte Bloodwork ein weiteres Mal auf dem Wacken Open Air, diesmal an Headliner-Position um 22 Uhr, wo sie vor einem sehr großen Publikum auftreten konnten. Die Wacken-Veranstalter förderten die Band außerdem dadurch, dass sie mehrmals Songs der Band auf ihrer Homepage und in den Trailern für das Festival verwendeten.
Bloodwork hatten ihr neues Album, das den Titel Ultima Ratio tragen sollte, bereits aufgenommen und produziert, doch die Band hatte sich von ihrem Label Dockyard 1 getrennt. Deshalb suchte die Band nach einem Label, das das neue Album gut vermarkten konnte. 2011 unterschrieb Bloodwork bei Sound Guerilla Records aus Diepholz. Ultima Ratio wurde am 29. Juli 2011 veröffentlicht. Am gleichen Tag fand eine Release-Party in der Band-Heimatstadt Paderborn statt, auf der das komplette neue Album live gespielt wurde.
Wenige Tage nach dem Release trennte sich Bloodwork vom Sänger David Hambach. Laut ihrer Facebook-Seite waren „persönliche Differenzen“ die Gründe hierfür. Des Weiteren gab die Band auf Facebook bekannt, dass sie vorhabe, ihre Live-Auftritte zunächst zu Viert zu spielen, bis ein geeigneter Ersatz-Frontmann gefunden sei.
Ultima Ratio wurde vom Metal Hammer mit 6 von 7 Punkten ausgezeichnet und erhielt auch von weiteren Online-Reviews positive Kritiken, zum Beispiel vom Amboss-Mag.

### Zero
Am 9. Dezember 2011 gab die Band via Facebook bekannt, dass Michael Torka als neuer Sänger in die Band aufgenommen worden sei.
Das aktuelle Album der Band trägt den Titel Zero und wurde am 14. Juni 2013 über das Label „Sound Guerilla Records“ veröffentlicht.

### Bandpause und Rückkehr auf die Bühne
Im August 2014 wurde via Facebook eine Pause auf unbestimmte Zeit angekündigt, die letztendlich im Februar 2018 mit einer Konzertankündigung seitens der Band offiziell beendet wurde. Davor hat die Paderborner Veranstaltungsgruppe Metal Inferno e. V. bei Ankündigung ihres Festival für den 5./6. Oktober 2018 bereits das Abschiedskonzert der Band auf den Festivalflyern beworben. Kurz nach der Veranstaltung im Oktober 2018 hat die Band auf ihrer Facebookseite verkündet, dass die Pläne einer Auflösung verworfen wurde und neben Konzerten auch wieder an neuem Songmaterial gearbeitet werden soll. In diesem Zuge wurde auch der Austritt des langjährigen Bassisten und Gründungsmitglied Frank Hürland bekannt gegeben, als Grund wurde eine private Entscheidung seitens des Bandmitglieds genannt. Als Neuzugang am Bass wurde Niklas Neuwöhner vorgestellt.

## Diskografie

### Demos
- Demo 2007 (2007)

### Studioalben
- The Final End Principle  (Dockyard1 Records, 2008)
- Ultima Ratio (Sound Guerilla Records, 2011)
- Zero (Sound Guerilla Records, 2013)